# Itame lineata
Itame lineata là một loài bướm đêm trong họ Geometridae.